# 褐色人種

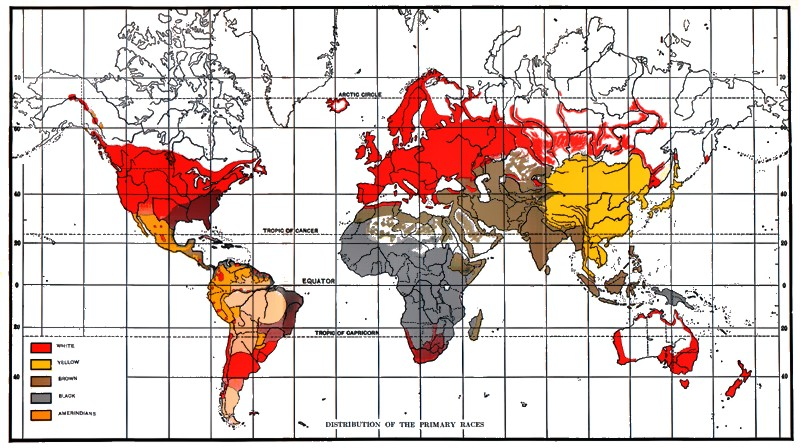
肌の色による人種分類法

肌の色の分布

褐色人種（かっしょくじんしゅ）または茶色人種（茶人）は、18世紀から19世紀に行われた肌の色による人種分類の一つ。
現在は科学的意味合いは持たれておらず、遺伝的類縁関係は否定されている。
褐色人種とされたのは以下の人々で、場合によっては現在でも褐色人種（brown）と呼称されることがある。
- 南アフリカ人：カポイドまたはネグロイドに属す。
- 北アフリカ人：ネグロイド、コーカソイドに属す。
- 西アジア人：コーカソイドに属す。
- 中央アジア人：モンゴロイド、コーカソイドに属す。
- インド人:オーストラロイド、コーカソイドに属す。
- 東南アジア人:ポリネシア人、モンゴロイドに属す。